# Hermann Friedrich Hinrichs
Hermann Friedrich Wilhelm Hinrichs, född den 22 april 1794 i Karlseck, Hohenkirchen, död den 17 september 1861 i Friedrichroda, var en tysk filosof och teolog.
Hinrichs studerade teologi vid universitetet i Strassburg och filosofi vid universitetet i Heidelberg för Friedrich Hegel. 
Han blev privatdocent 1819 och extra ordinarie professor vid universitetet i Breslau 1822. År 1824 utnämndes han till professor vid universitetet i Halle.
År 1826 utgav Hinrichs Grundlinien der Philosophie der Logik. Han räknas till högerhegelianerna.